# Fram2
Fram2 byl soukromý let kosmické lodi Crew Dragon od SpaceX. Čtyřdenní mise uskutečněná počátkem dubna 2025 zavedla čtyři privátní astronauty poprvé v historii kosmonautiky na polární orbitální dráhu kolem Země.

## Pozadí mise
Dohodu o provedení mise Fram2 uzavřel se společností SpaceX podnikatel v oblasti kryptoměn a dobrodruh, maltský občan čínského původu Čchun Wang. Šlo o již 6. soukromou misi kosmické lodi Crew Dragon (po třech letech s Axiom Space a misích Inspiration4 a Polaris Dawn s podnikatelem Jaredem Isaacmanem). Wanga, který misi kompletně financuje, doprovodí další tři lidé, které spojuje vztah k aktivitám v extrémních polárních podmínkách a SpaceX je v oznámení o misi také označila za dobrodruhy. Wang je do posádky v prosinci 2023 přizval, protože se s nimi postupně seznámil a spřátelil již při předchozích misích k severnímu pólu.
Název mise Fram2 odkazuje k norské polární výzkumné lodi Fram, která v letech 1893 až 1912 pomáhala průzkumníkům poprvé dosáhnout arktických a antarktických oblastí Země.
Symboliku nesl i původní plán uskutečnit misi v kabině C210 Endurance. Ta sdílí jméno s námořní plachetnicí, s níž se v roce 1914 britský cestovatel Ernest Shackleton vypravil na svou (neúspěšnou) expedici s cílem přejít Antarktidu od Weddellova moře přes jižní pól k Rossovu moři. Po změně plánovaného termínu letu a dalších posunech v programu ostatních lodí Crew Dragon však došlo k výměně kabiny a na Fram2 připadla C207 Resilience. Již jen drobnou zajímavostí je, že předchozí mise C207 byla Polaris Dawn, první let programu Polaris Jareda Isaacmana, přičemž Polaris byl také původní název Shackletonovy Endurance, pod nímž byla v roce 1912 spuštěna na vodu.

## Posádka
Hlavní posádka:
- Čchun Wang (1) – velitel mise
- Jannicke Mikkelsenová (1) – velitelka lodi

- Rabea Roggeová (1) – pilotka
- Eric Philips (1) – letový specialista a zdravotník mise

Misi Fram2 vede maltský podnikatel Čchun Wang. Velitelkou lodi je Jannicke Mikkelsenová z Norska. V původním složení posádky, které SpaceX v srpnu 2024 zveřejnila společně se záměrem uskutečnit misi Fram2 koncem roku 2024, byl Australan Eric Philips zmíněn jako pilot mise a Rabea Roggeová z Německa jako letová specialistka, v konečném složení posádky si však své role vyměnili.
Výběr této konkrétní posádky způsobil, že se jediným letem hned tři státy současně dočkaly svého prvního astronauta (všechny kromě Německa).

## Příprava a průběh letu
Kabina C 207 Resilience byla pro své 4. nasazení vybavena panoramatickou kopulí použitou již při misi Inspiration4. Start se měl podle plánu uskutečnit koncem roku 2024, tedy v období kolem zimního slunovratu, kdy by byly optimální podmínky pro pozorování Antarktidy. V polovině října 2024 však posádka oznámila, že se let uskuteční ne dříve než na jaře 2025, což umožní využít výhod příznivějších povětrnostních podmínek potřebných pro bezpečný start a návrat na Zemi pro lety s posádkou.
Počátkem ledna 2025 podala SpaceX k Federální komisi pro komunikace (FCC) žádost o dočasné povolení telekomunikačního provozu pro misi Fram2 v obdob od 18. února do 18. srpna 2025. V prvním březnovém týdnu Wang oznámil, že se let uskuteční koncem měsíce. SpaceX 22. března oznámila, že v uplynulém týdnu dokončila výcvik posádky a plánuje start na 31. března 2025. Wang na síti X upřesnil čas startu na 31. března ve 23:20 EDT (východního letního času, což je 1. dubna v 03:20 UTC) se záložními časy 1. dubna v 00:53:10 a 02:26:20 EDT (tedy 04:53:10 a 06:26:20 UTC). Později doplnil, že po opakovaném vyhodnocení předpovědí počasí v místě přistání v Pacifiku byl předřazen ještě čtvrtý možný termín startu, 31. března ve 21:47 EDT (1. dubna v 01:47 UTC). Wang také asi 4 dny před startem upřesnil, že let je naplánován na 3 dny, 14 hodin a 38 minut (z čehož vyplynulo, že se počítá s přistáním 4. dubna 2025 kolem 16:25 UTC, pokud bude využito hned první startovní okno). Loď s posádkou by přitom měla přeletět 56krát jižní a 55krát severní pól Země.

### Průběh letu
Start se uskutečnil podle plánu 1. dubna 2025 v 01:46:50 UTC. Po startu z rampy LC-39A v Kennedyho vesmírném středisku se loď vydala neobvyklým jižním směrem a vystoupala na oběžnou dráhu mezi ve výšce 202 a 413 kilometry nad Zemí, později zvýšenou na téměř kruhovou dráhu mezi 427 a 432 kilometry nad Zemí. Sklon roviny dráhy k rovině zemského rovníku činil 90° a loď tak létala nad oběma zemskými póly, z nichž severní v době zhruba 2 týdny po jarní rovnodennosti (20. března) byl trvale osvícen Sluncem nízko nad obzorem, a jižní pól sice již Sluncem přímo osvícen nebyl, ale stále se nacházel v oblasti tzv. bílé noci, kdy ho osvětlovalo rozptýlené světlo ze Slunce nízko pod obzorem. Mise tak splnila jeden ze svých cílů a ustavila nový rekord ve sklonu dráhy vůči rovníku – dosud nejvyššího sklonu 65° dosahovaly první ruské kosmické lodě Vostok počátkem 60. let 20. století, např. v roce 1963 Vostok 6 s první kosmonautkou světa Valentinou Těreškovovou na palubě. Mezinárodní vesmírná stanice létá po dráze se sklonem 51,6°, ale k ní se Resilience při této misi nepřipojila a ani neměla připojit.
Na programu mise bylo celkem 22 různých experimentů ve spolupráci se SpaceX a dalšími partnery, zaměřených na lepší porozumění účinkům kosmického letu na lidský organismus, včetně prvního rentgenového snímku člověka pořízeného ve vesmíru. Posádka provedla také některá fyzikální pozorování, např. jevů podobných polární záři. Součástí vědeckého programu byl také vůbec poprvé pokus s pěstováním hub v mikrogravitaci, konkrétně hlívy ústřičné, která by se díky svému rychlému růstu bohatému nutričnímu profilu do budoucna mohla stát výživným zdrojem potravy pro dlouhodobé vesmírné mise. Na palubě byl také radio transceiver vysílající (SSTV) pořízené fotografie Země v souvislosti s radioamatérským projektem na školách.
Ze žádosti o povolení dočasného telekomunikačního provozu mimo jiné vyplynulo, že SpaceX počítá nejen s možným místem přistání do vod Mexického zálivu blízko ostrovů Dry Tortugas na jihovýchodě Floridy, ale také se třemi lokalitami blízko kalifornského pobřeží Tichého oceánu, nedaleko měst Los Angeles, Oceanside a San Diego. Ochranná opatření pro přistání však byla koncem března 2025 vydána pro 7 míst v Tichém oceánu – ke 3 původně oznámeným při pobřeží přibylo po dvou lokalitách dále na jih blízko obratníku Raka a ještě jižněji nedaleko rovníku. SpaceX pak necelý den před přistáním vybrala lokalitu asi 50 km od města Oceanside, kde kosmická loď 4. dubna 2025 v kolem 16:19:28 UTC také bez potíží přistála.

## Kosmická loď Crew Dragon
Crew Dragon je kosmická loď pro lety s posádkou navržená v rámci programu NASA CCDev, (Commercial Crew Development) společností SpaceX, především pro dopravu astronautů na Mezinárodní vesmírnou stanici. SpaceX ale loď používá i pro další účely mimo spolupráci s NASA (komerční programy Inspiration4, Axiom Space, Polaris a Fram2).

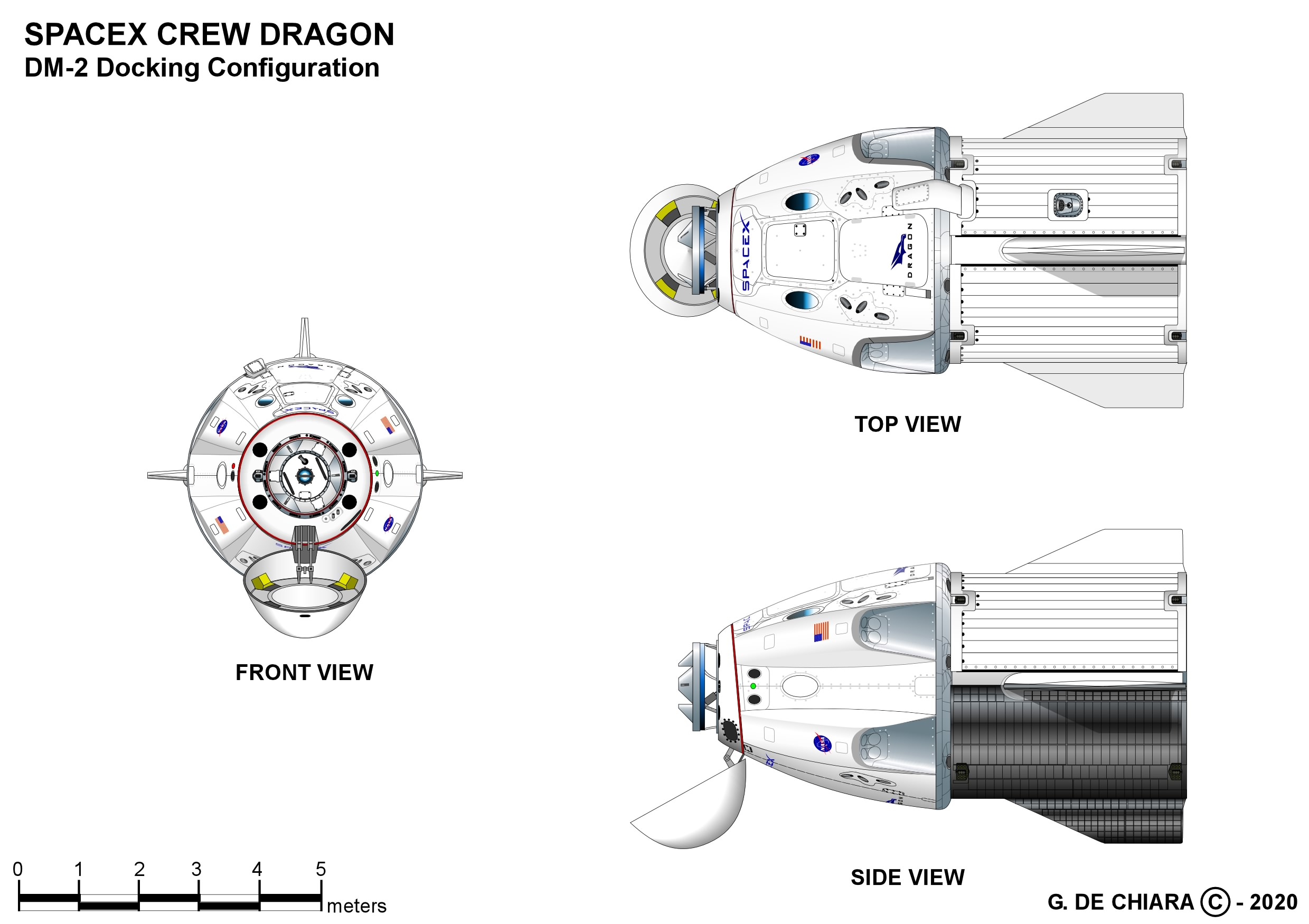
Crew Dragon v letové konfiguraci.

Crew Dragon tvoří znovupoužitelná kabina kónického tvaru a nástavec v podobě dutého válce (tzv. trunk). V kabině je hermetizovaný prostor o objemu 9,3 m3, v němž lze umístit sedačky až pro sedm osob (NASA pro lety k ISS využívá 4 místa). Nástavec je možné využít pro dopravu nákladu, který nemusí být umístěn v hermetizovaném prostoru (např. zařízení určeného pro umístění na vnější straně ISS, tedy v otevřeném kosmickém prostoru.
Sestava kabiny a nástavce ve startovní pozici měří na výšku 8,1 metru a v průměru má 4 metry.